# Bocchoris fatualis
Bocchoris fatualis là một loài bướm đêm trong họ Crambidae.